# Zsarnócai csata
A zsarnócai csata vagy szentkereszti csata 1664. május 16-án a Garam menti Zsarnócánál (ma Žarnovica, Szlovákia) és Garamszentkeresztnél (ma Žiar nad Hronom, Szlovákia) Jean-Louis Raduit de Souches vezette osztrák sereg győzelme a váradi pasa felett.

## A résztvevők
De Souchess a dunáninneni országrészbe folytatott harcokat a törökök ellen és Wesselényi nádor utasítására vonult Nyitra bevételére, amit május 3-án végre is hajtott. Ezután a 11 ezer fős osztrák sereg Léva felé indult, s a Garam folyón május 9-én átkelt. Viszont a folyó megáradt, s Érsekújvár, valamint Esztergom felől török csapatok törtek előre, ezért az osztrákok visszafordultak.

De Souchess éppen elérte a folyót, amikor a túlparton Kücsük Mehmed váradi pasa 15 ezer fős serege várta.

## A csata lefolyása
A tábornok ekkor gyorsan Bakabánya felé vette az irányt, hogy az ott levő zsarnócai gázlón átkeljen. Május 16-án Kücsük beérte az osztrákokat és megpróbálta őket bekeríteni.
De Souches főerejét, kb. 8500 főt kedvező hadállásban, egy magaslati ponton állította fel és egymás után verte vissza a törökök rohamait. Az utolsó támadásban a pasa elesett[forrás?] és a török csapatok ekkor megpróbáltak visszavonulni. Ezt az alkalmat használta fel de Souches és támadásba lendült, amellyel a törököket a Garamba szorította.
A győzelem lehetővé tette de Souches számára, hogy ismét támadólag lépjen föl. Rövidesen elfoglalta Lévát és Szentbenedeknél újabb győzelmet aratott a törökök fölött.